# Jezioro Czanieckie
Jezioro Czanieckie, tzw. Zbiornik Czaniecki – zbiornik retencyjny wody pitnej na Sole o powierzchni 45 ha, powstały w wyniku budowy zapory w Czańcu. Całkowita pojemność wynosi 1,3 mln m³, a maksymalna głębokość 6,5 m.
Stanowi rezerwuar wody pitnej m.in. dla miast Katowice, Tychy i Bielsko-Biała – woda jest na miejscu uzdatniana. Na zbiorniku jest zakaz jakichkolwiek sportów wodnych i gospodarki rybackiej etc.